# ユーロコプター EC 225
EC 225 シュペルピューマMk II+
海上保安庁のEC 225「みみずく1号」
- 用途：輸送
- 分類：汎用ヘリコプター
- 製造者：ユーロコプター
- 初飛行：2000年11月27日
- 運用開始：2004年12月
- 運用状況：現役
- ユニットコスト：1,200万-1,300万ユーロに加えカスタマイズ費が200万-300万ユーロ（2004年）[1]

ユーロコプター EC 225 シュペルピューマMk II+（Eurocopter EC 225 Super Puma Mk II+）は、ユーロコプター（現エアバス・ヘリコプターズ）により開発・製造されている大型輸送ヘリコプター。AS 332 シュペルピューマをもとに設計された。2名の乗務員と1名の客室乗務員の他に24名の乗客を乗せることができる。石油プラットフォームなどへの沖合輸送、VIP輸送、警察任務などに利用されている。

## 開発
EC 225の開発は1998年7月にユーロコプターから発表された。最初のプロトタイプ2機は2000年11月27日に初飛行し、欧州航空安全局により2004年7月に認証された。
EC 225はユーロコプターのAS 332L2 シュペルピューマを元とした拡大発展形として設計された。振動を低減するために新規に設計した翼型の5枚ブレードからなるメインローターを採用した。エンジンはチュルボメカ社のマキラ2Aターボシャフトエンジンで二重チャネル全自動デジタルエンジンコントロール（FADEC）と寒冷地における運用を可能にする除氷装置を備える。メインローター・ギアボックスも強化され、アクティブマトリックス液晶ディスプレイによりグラスコックピット化された。
現在は4種のコンフィギュレーションが用意されている。乗客輸送版は標準19名、最大24名の座席配置が可能である。VIP輸送版はVIP用ラウンジを備え、8名の乗客と1名のアテンダントを輸送できる。救急医療用として6つのストレッチャーと4名の医療要員が搭乗可能。捜索救助版は専用装備品の積載とそのオペレーター、ホイスト担当の他に8名分の座席と3つのストレッチャーの収容が可能である。
その後、エアバス・ヘリコプターズによって2014年2月に改良型のEC225eの開発が発表された。EC225eはTCAS Ⅱなど新型アビオニクスの装備に加え、マキラ2Aエンジンの改良による最大離陸重量の引き上げ、後部の手荷物コンパートメント内への燃料タンク増設による航続距離延長などの改良がなされる予定で、一部の改良は既存のEC225にも施すことが可能である。2016年2月にコスト削減策によりマキラ2Aの改良は取り止めとなったが、それ以外の改良は引き続き開発が続けられることとなった。
一方、翌2015年にエアバス・ヘリコプターズはEC225の後継となる大型輸送ヘリコプターとしてX6（英語版）の開発を開始したが、2018年初頭に中止となった。そのため、EC225は2030年まで製造が続けられるとみられている。
なお名称はユーロコプターのエアバス・ヘリコプターズへの社名変更に伴い、2015年よりH225と改称されている。

## バリエーション
EC 225LP
AS 332L2の発展型
EC 225 Firefighting/SAR
消火装備、FLIR、全天候型レーダー、捜索救助装備を備える

## 運用者
アルジェリア
- アルジェリアのMinisterial Air Liaisons Groupは同国大統領の輸送任務に2機保有している[4]。

 カナダ
- CHCヘリコプターは2007年に北海における油田・天然ガス開発における利用を目的として22機を発注した。2008年-2012年にかけて引き渡される[5]。

 エクアドル
- エクアドル陸軍 - 2023年に5機を発注し、2025年3月から納入を開始[6]。

 フランス
- フランス陸軍 - 2023年時点で、2機のEC 225LPを保有している[7]。
- フランス海軍航空部隊はSA 321の代替機として2機発注し、1機目は2010年4月に引き渡された[8]。
- フランス航空宇宙軍 - 2024年時点で、2機のH225を保有[9]。

 日本

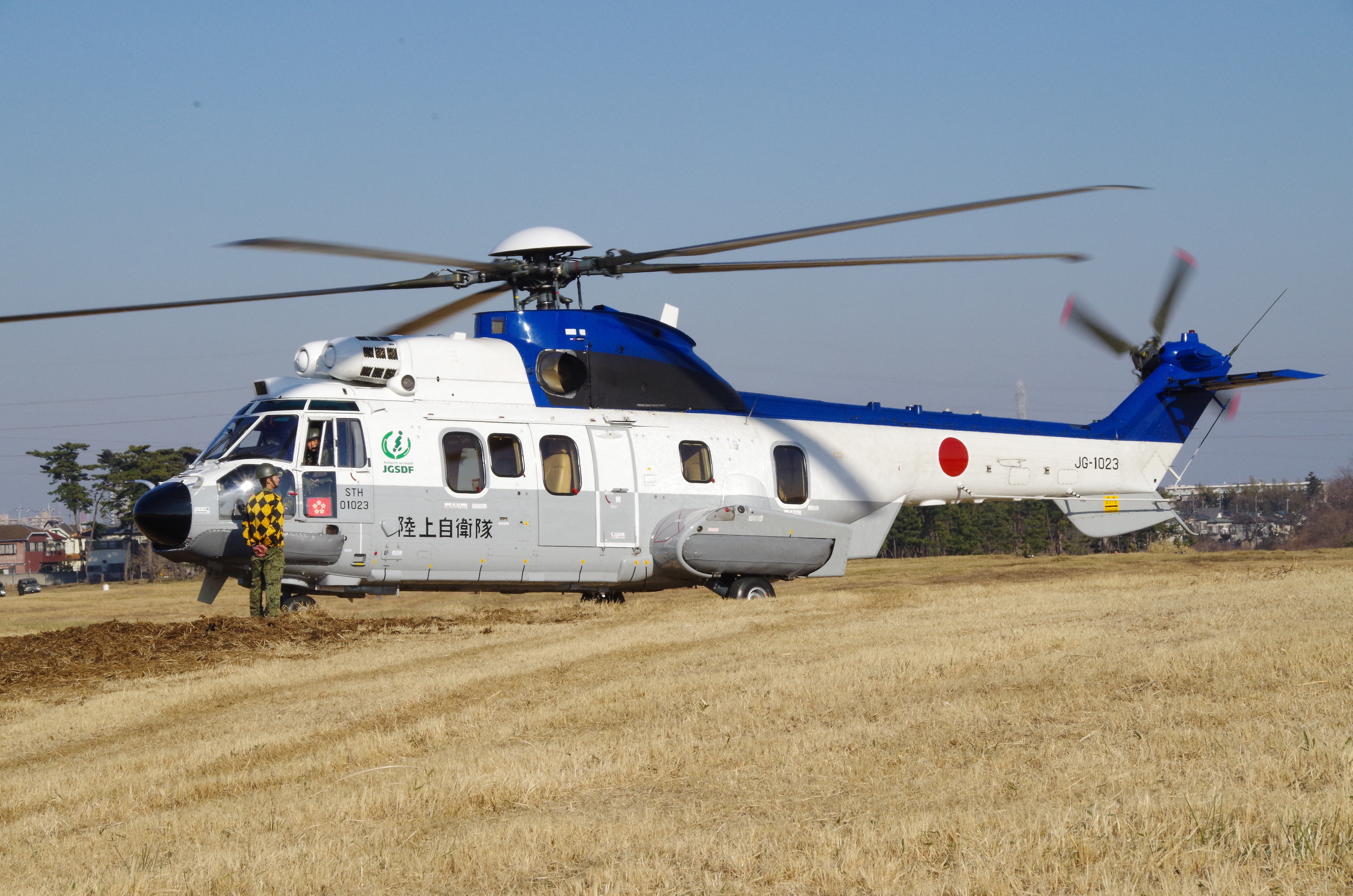
陸上自衛隊の特別輸送ヘリコプター

- 陸上自衛隊は皇室、首相、国賓などの輸送任務向けに3機保有し、陸上総隊第1ヘリコプター団特別輸送ヘリコプター隊において運用される[10]。AS 332Lの代替機として2005年に導入されたが東日本大震災の津波により仙台にて整備中の1機が損失、平成23年度3次補正予算にて1機（JG-1024）が追加取得された[11]。
- 海上保安庁は巡視船搭載用及び航空基地用として15機保有する（JA687A～JA701B）[12][13]。さらに追加で3機を導入予定である。
- 都道府県警察航空隊は警視庁、福岡県警、沖縄県警などがEC225LP Super Puma Mk2+を保有し、うち福岡県警及び沖縄県警は離島警備のため国境離島警備隊輸送を目的として運用する。
- 東京消防庁航空隊は救助・救急・消火など航空消防用途に3機保有する（JA119Y、JA71KT、JA62HC）。

 メキシコ
- エアロパーソネル社が3機のVIPチャーター機を保有する。

 ノルウェー
- CHCノルウェーが石油開発および全天候捜索救難用途に8機保有する。
- ブリストウ・ノルウェー社が輸送及び捜索救難用途に2機保有する。

 中国
- 2006年に中華人民共和国商務部が救難・サルベージ任務向けに2機発注した[14]。
- 2006年に中信海洋直升机股份有限公司が2機発注した。追加燃料ポッドを備え、海上開発に利用される[15]。
- 広東省公安局が1機発注した[16]。

 中華民国（台湾）
- 中華民国空軍は、2010年2月に捜索救難用途に3機発注した[17]。

 韓国
- 消防、捜索救難向けに1機が消防庁で運用されていた[3]が、2019年10月31日、竹島近海に墜落した[18]。

 シンガポール
- 2023年時点で、シンガポール空軍が3機以上のH225Mを保有している[19]。

 スペイン
- 2010年に警察庁が1機発注した[20]。

 タンザニア
- タンザニア空軍 - 2024年時点で、2機のH225を保有[21]。

 イギリス
- ブリストウ・ヘリコプター社が北海石油開発向けに8機発注した。オーストラリアの子会社も3機保有する[22]。
- ボンド・オフショア・ヘリコプター社がアバディーン沖開発に利用している。

 ウクライナ
- 内務省が21機を発注し、2018年12月より納入が開始された[23][24]。

 ベトナム
- サザン・フライト・サービス・カンパニー社が救難およびVIP輸送任務に1機保有する[25]。

### 採用候補
ノルウェー
- 現在SH-3 シーキングを利用しているノルウェー海軍の全天候捜索救難機の後継機候補となっている。10-12機が調達される予定で、他の候補はアグスタウェストランド AW101、V-22、NH-90、シコルスキー S-92である[26]。

 イギリス
- イギリスの次期捜索救難機の候補になっている[27]。

## 事故とインシデント
- 2009年2月18日に乗員2名、乗客16名を乗せたボンド・オフショア・ヘリコプター社のEC 225LP（G-REDU）がアバディーン沖120マイルの北海上に不時着した。18名全員は無事救助された。原因は落雷によって操縦不能状態に陥ったためである[28]。
- 2016年4月29日、北海海上にあるスタトイルの石油採掘プラントに向け飛行を予定していたCHCヘリコプター・サービスのEC 225LP（LN-OJF）がノルウェーのホルダラン県にあるSkitholmen島の付近で墜落した。原因はギアボックスの欠陥によりローターヘッドが飛行中に外れたことである。乗員2名と乗客11名全員が死亡した[29]。
- 2019年10月31日、韓国の中央119救助本部が捜索救難向けに運用する1機が、患者を搬送中に竹島近海に墜落[18]、翌11月1日現在、韓国軍と海上警察がこのヘリの捜索救難活動を展開しているが、ヘリや、患者を含む搭乗者7名は見つかっていない。韓国消防庁のチョ・ソノ報道官は「ヘリコプターの問題か、あるいは操縦未熟など単純事故と見られる」としている[30]。
- 2023年1月18日に、ウクライナ非常事態庁ヘリ墜落事故が発生し、同国内務大臣ら10人乗員乗客と、墜落した幼稚園の園児含む4人が犠牲になった。

## 詳細（EC 225）
出典: 
諸元
- 乗員: 1または2名（正副操縦士）
- 定員: 乗客24名とキャビン・アテンダント1名
- 全長: 19.50m （63.98ft）
- 全高: 4.97m （16.30ft）

- 空虚重量: 5,256kg （11,587lb）
- 運用時重量: 11,000kg （24,251lb）
- 有効搭載量: 5,744kg （12,663lb）
- 最大離陸重量: 11,200kg （24,690lb）
- 動力: チュルボメカマキラ2A ターボシャフト、1,798kW （2,411shp）   × 2

性能
- 超過禁止速度: 324km/h,201mph=M0.24 （175kts）
- 最大速度: 275.5km/h,171mph=M0.22 （148.5kts）
- 巡航速度: 260.5km/h,161mph=M0.21 （140.5kts）
- フェリー飛行時航続距離: 985km,612mi （532nm）
- 航続距離: 857km,532mi （463nm）
- 実用上昇限度: 5,900m （19,350ft）
- 上昇率: 8.7m/s （1707ft/min）

## 登場作品

### 映画
『BRAVE HEARTS 海猿』
海上保安庁所属機「JA687A みみずく1号」が登場。大阪湾でタンカーとコンテナ船が衝突する海難事故が発生したことを受け、救助活動にあたる特殊救難隊を現場上空まで輸送し、救助された要救助者の収容にあたる。
『シン・ゴジラ』
海上保安庁所属機「JA691A いぬわし」と陸上自衛隊所属機が登場。
「いぬわし」は、大量の水蒸気が吹き上がっている東京湾羽田沖を上空から観測する。
陸上自衛隊所属機は、ゴジラの接近に備えて内閣総理大臣を初めとする重要閣僚を退避させるため、重要閣僚たちを搭乗させると首相官邸から立川広域防災基地へ向かおうとするが、離陸直後にゴジラが発射した放射線流に巻き込まれ、撃墜されてしまう。その後、撃墜された機体と思われる残骸が登場している。
『コード・ブルー』
CGではあるが、後半の海ほたる フェリー衝突事故現場に海上保安庁のJA691J『いぬわし』が登場。ドクターヘリとともに救助活動にあたる。
『Fukushima 50』
本作には在日米軍・自衛隊が撮影に協力しており、陸上自衛隊の所属機である要人輸送機が登場する。

### アニメ・漫画
『空母いぶき』
第1話に架空の海上保安庁所属機「JA7860 かんむりわし1号」が登場。南小島に上陸した遭難者の確保に向かう特別警備隊を現地に輸送する。

### 小説
『日本国召喚』
巡視船「あきつしま」搭載機の「MH689 あきたか1号」が登場。ムー国への国交締結に派遣された外交官らを、「あきつしま」からムー国内のアイナンク空港へ輸送する。
『感染捜査 黄血島決戦』
吉川英梨の小説。巡視船「あきつしま」搭載機の「あきたか1号」「あきたか2号」が登場。黄血島に上陸したゾンビを一掃すべく実行された「作戦マグマ」に際し、作戦に参加した海上保安庁、警視庁、海上自衛隊の隊員らを撤収させるべく飛来。撤収に成功する。

## 参照
1. ↑  Rotor & Wing Magazine :: Helicopter Intellect, Eurocopter's Super Pumas have always had plenty of brawn. The new EC225 brings in the brain., September 1, 2004
2. ↑  エアバス・ヘリコプターズ・ジャパン株式会社 ニュース 製品名の変更について 2015年03月11日
3. 1 2  - EC225 firefighting variant
4. ↑  EADS N.V. - Delivery Of The First EC 225 To The Ministerial Air Liaisons Group Of The Republic Of Algeria
5. ↑  Eurocopter Press Release - Eurocopter & CHC Helicopter Corporation Sign Contract For 16 EC225 Helicopters At Heli-Expo
6. ↑  Erich Saumeth Cadavid (2025年3月11日). “Ecuador receives first two of five H225 Super Puma helicopters”. janes.com. 2025年3月12日閲覧。
7. ↑  The International Institute for Strategic Studies (IISS) (2023-02-15) (英語). The Military Balance 2023. Routledge. p. 91. ISBN 978-1-032-50895-5
8. ↑  Grolleau, Henri-Pierre. "Hello EC225, Goodbye Super Frelon". Air International, June 2010. Stanford, UK:Key Publishing. ISSN 0306-5634. p.12.
9. ↑  IISS 2024, p. 94.
10. ↑  "Japan Defense Agency Received First EC225 In VIP Configuration For The Japanese Emperor's Royal Flight Service" (Press release) (英語). EADS. 12 May 2005.
11. ↑  “3次補正予算成立 C130再生機など購入 災害対処能力向上へ”. 朝雲新聞. (2011年12月1日).  オリジナルの2012年7月30日時点におけるアーカイブ。
12. ↑  “海上保安庁、捜索救難救助・治安維持用にEC225 LP 1機を受領”. エアバス. (2015年3月2日)
13. ↑  “海上保安庁、H225を追加発注、運航機数を増強”. エアバス. (2021年3月30日)
14. ↑  "EC 225 Is Ordered For The First Time In China By The Ministry Of Communications To Fulfil Search And Rescue Missions" (Press release). Eurocopter.
15. ↑  "Citic Offshore Helicopter Co. Ltd. (COHC) & Eurocopter Announce The Signing Of A Contract For The Supply Of Two EC225 Helicopters At The Farnborough International Airshow" (Press release). Eurocopter.
16. ↑  （中国語）“广东公安将拥有全球“最牛”直升机”.   Information Times (2009年5月18日). 2009年5月18日閲覧。
17. ↑  “After US deal, Taiwan to buy helicopters from Europe” (英語). Reuters. (2010年2月5日)
18. 1 2  “文大統領、「独島海上墜落と同機種ヘリコプターの安全性確認」を指示”.   中央日報 (2019年11月1日). 2019年11月1日閲覧。
19. ↑  The International Institute for Strategic Studies (IISS) (2023-02-15) (英語). The Military Balance 2023. Routledge. p. 288. ISBN 978-1-032-50895-5
20. ↑  http://www.policia.es/org_central/medios_aereos/historia.html
21. ↑  IISS 2024, p. 524.
22. ↑  "Bristow Group Inc. Signs Three Orders & Eight Options For Eurocopter EC225 At Heli-Expo 2007" (Press release). Eurocopter.
23. ↑  “Україна та Airbus helicopters підписали Угоду про постачання 55 гелікоптерів для потреб ДСНС, Національної поліції, Нацгвардії та Прикордонної служби” [Ukraine and Airbus Helicopters signed a deal on delivery of 55 helicopters for the State Emergency Service, National Police, National Guard, and Border Guard Service] (ウクライナ語).   Кабінет міністрів України (2018年7月14日). 2018年7月14日閲覧。
24. ↑  “Ukraine takes delivery of first H225 helicopters” (2022年5月3日). 2023年1月23日閲覧。
25. ↑  http://vnexpress.net/GL/Kinh-doanh/2009/08/3BA124D7/
26. ↑  Per Erlien Dalløkken (2009年5月7日). “De fem kandidatene” (Norwegian). Teknisk Ukeblad. 2009年6月6日閲覧。
27. ↑  “SAR-H bidders announce helicopter types”. Shephard Group (2009年3月11日). 2009年7月25日時点のオリジナルよりアーカイブ。2009年6月6日閲覧。
28. ↑  "Bond Helicopters Super Puma Flight Global (commentary)
29. ↑  Helikopterulykken: Foreløpig rapport 13.05.2016
30. ↑  “鬱陵島・独島付近で消防ヘリコプター１機が墜落…現場捜索中＝韓国”.   中央日報 (2019年11月1日). 2019年11月1日閲覧。
31. ↑  Puma helicopter, super puma - Eurocopter helicopters - Eurocopter, an EADS company, Helicopters: civil helicopter and military helicopter – Eurocopter, an EADS company